# Aniello Vittoria
Aniello Vittoria (Avella, 16 gennaio 1965 – Foce Sele, 1º giugno 1986) è stato un militare italiano, decorato di medaglia d'oro al Valor Civile alla memoria.

## Biografia
Nasce ad Avella il 16 gennaio del 1965, arruolandosi nel Corpo degli Agenti di Custodia e prestando servizio presso il carcere di Poggioreale a Napoli.
Il 1º giugno del 1986 mentre si trova a Foce Sele libero dal servizio nota 2 bagnanti in difficoltà a causa delle condizioni avverse del mare, pertanto si tuffa per prestare soccorso mettendo in salvo i bagnanti, tuttavia vicino alla riva viene travolto da una grossa onda che lo spinge verso il mare aperto perdendo la vita.